# Série 0201 a 0224 da CP
A Série 0201 a 0224, igualmente conhecida como Limpa Cais, foi um tipo de locomotiva-tanque a tracção a vapor, utilizada pela Companhia dos Caminhos de Ferro Portugueses.

## Descrição e história
Esta série era composta por 24 locomotivas, com os números de 0201 a 0224. Foram as locomotivas com maior esforço de tracção em Portugal, sendo por esse motivo alcunhadas de limpa cais. Em 1914, foi construída uma locomotiva com um esforço de tracção ligeiramente superior a esta série, mas que nunca passou da fase de protótipo. Também existiram algumas séries de locomotivas da CP com maior potência indicada, como a Série 401 a 406 Foram preparadas de origem para a tracção de comboios de mercadorias, com um grande esforço e rodas pequenas, tendo sido este o tipo principal de serviços que realizaram em Portugal.
Estas locomotivas foram fornecidas pela casa alemã Henschel & Sohn em 1924, como parte das reparações da Primeira Guerra Mundial.

## Ficha técnica

### Características gerais
- Tipo de locomotiva: Tanque[1]
- Número de unidades construídas: 24 (0201 a 0224)[1]
- Fabricante: Henschel & Sohn[1]
- Entrada ao serviço: 1924[1]